# Lucienne Noublanche
Lucienne Suzanne Yvonne Noublanche, née Fossier, est une journaliste et militante socialiste SFIO. Elle a été adjointe au maire du Pré-Saint-Gervais, de 1947 à 1977.